# Românii din Canada
Românii din Canada sunt cetățeni canadieni de origine română sau persoane născute în România care, acum, locuiesc în Canada.
Conform recensământului canadian din 2011, numărul românilor canadieni depășește 200.000. Unele surse estimează acest număr chiar la 400.000 de canadieni de origine română.
Primii români s-au stabilit în Canada la sfârșitul secolului al XIX-lea. Una din primele așezări românești din Canada este Boian, Alberta, înființată de emigranți bucovineni din Boian, din Bucovina de Nord, fost ținut românesc (localitate aflată, în prezent, în regiunea ucraineană Cernăuți).
Un val consistent de migranți a fost constituit din cei care au fugit în Canada ca să scape de dictatura lui Nicolae Ceaușescu. Alții au plecat din motive economice.  

## Vezi și
- Statuia lui Mihai Eminescu din Montreal